# Pteris microptera
Pteris microptera är en kantbräkenväxtart som beskrevs av Georg Heinrich Mettenius och Oskar Kuhn. Pteris microptera ingår i släktet Pteris och familjen Pteridaceae. Inga underarter finns listade.